# Kekheretnebti
Kekheretnebti o Khekeretnebti (ẖkr.t Nb.tj, "joia de les dues estimades") va ser una princesa egípcia de la V Dinastia. El seu pare era el faraó Djedkare Isesi.

## Títols
Els títols coneguts de Kekheretnebti són els següentsː
- Cuidada per Isesi
- Cuidada pel Rei
- Cuidada pel Gran Déu
- Estimada d'Isesi
- Filla del Rei, la seva estimada tots els dies
- Filla natural del Rei
- Fija natural del Rei, la seva estimada.

## Tomba i filació
| G16 | Aa31 | D21 · t | A51 |

| G16 | Aa31 | D21 · t | A51 |

Kekheretnebti va ser enterrada en una mastaba ('B') a la necròpolis reial d'Abusir, al sud-est del temple mortuori de Niuserre. Les seves restes esquelètiques mostren que era una dona esvelta de 30 a 35 anys quan va morir. Originalment la mastaba pertanyia només a Kekheretnebti, però més tard la tomba es va reconstruir i ampliar pel costat nord per a incloure-hi una segona inhumació, la de la filla de Kekheretnebti, Tisethor, que amb prou feines havia arribat a l'edat de la pubertat.

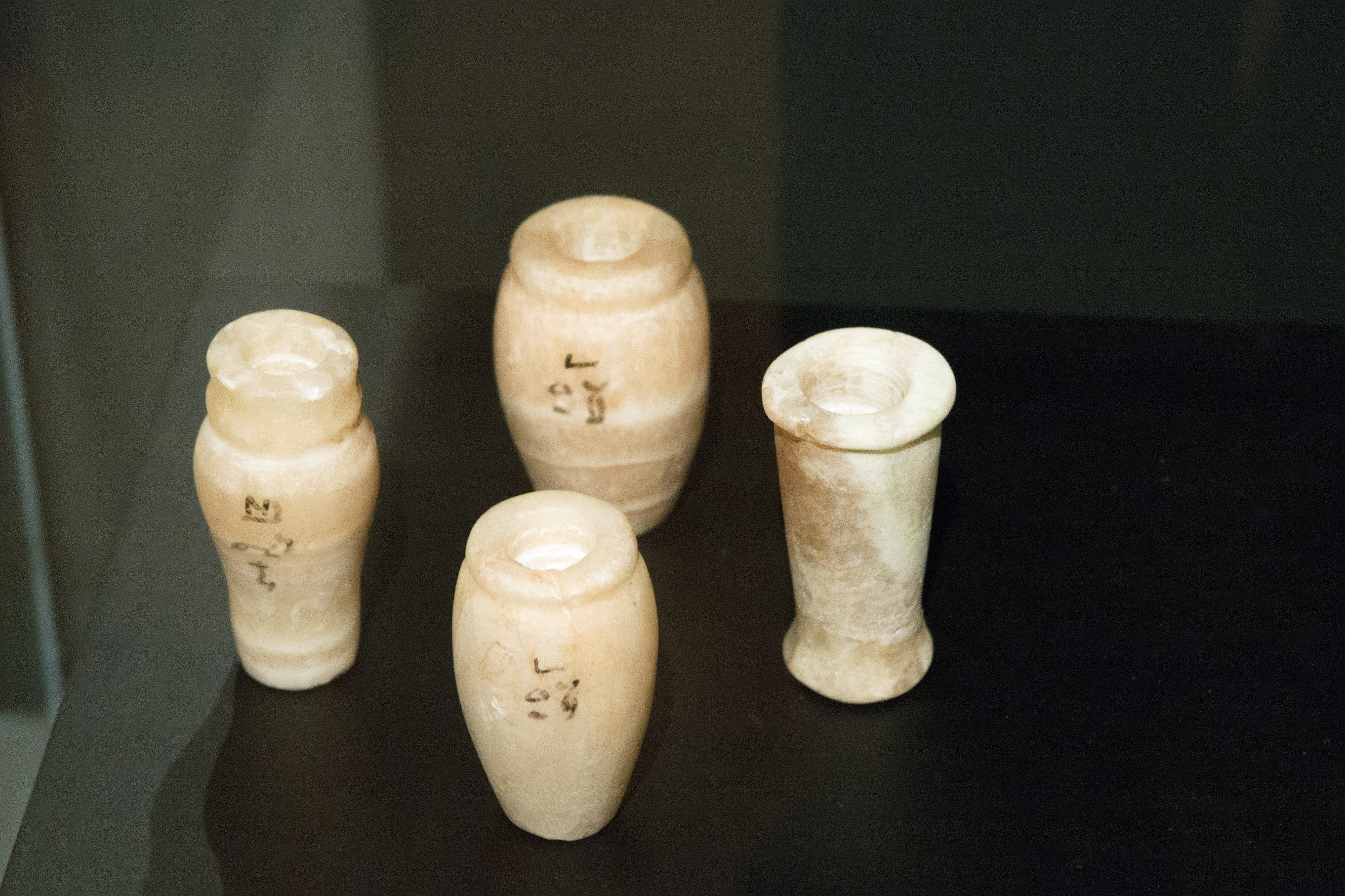
Elemenets de l'equip funerari de la tomba de la princesa Khekeretnebti.

Kekheretnebti era germana plena de la princesa Hedjetnebu que va ser enterrada en una tomba propera. L'examen de les restes esquelètiques demostra que les germanes presentaven algunes similituds i que totes dues estaven clarament relacionades amb Djedkare Isesi. Les proves arqueològiques mostren que la tomba de Kekheretnebti es va construir primer, seguida de la construcció de la tomba de la seva germana Hedjetnebu. Un escrivà dels fills reials anomenat Idu es va fer construir una tomba al lloc poc temps després de la construcció de les tombes per a les princeses.

### Mastaba de Kekheretnebti
La mastaba funerària de Kekheretnebti té dinou metres de llarg per quinze d’amplada i està construïda amb pedra calcària i maó. Té una entrada única pel seu costat oriental que dona accés a una suite d’habitacions disposades de manera seguida. Tot i haver estat saquejada pels lladres de tombes a l'antiguitat, en excavar-se es va trobar que la mastaba estava relativament ben conservada i en alguns llocs encara hi havia blocs del sostre en la seva posició. La tomba consistia en una anticàmera, dues habitacions d'ofrenes i un serdab que contenia l'estàtua funerària de la princesa. La decoració executada a correcuita de la sala d’ofrenes, falses esteles de portes tallades i pintures murals inferiors, inclosa una pintura inacabada de Kekheretnebti (asseguda en una cadira i observant animals salvatges), condueix a la suposició que la mort de Kekheretnebti va ser inesperada.
(Museu Náprstek)